# 交響曲第1番 (ペンデレツキ)
交響曲第1番は、クシシュトフ・ペンデレツキがパーキンス・エンジン工業の依頼で1972年から1973年にかけて作曲した交響曲。

## 概要
交響曲作曲の意志は、この曲を作曲する以前から込められており、それを示すかのように、『デ・ナトゥーラ・ソノリス』と『ハープシコードと管弦楽のためのパルティータ』という大規模な作品が作曲されている。楽曲構成は幾度も変更されており、当初は第3楽章にパッサカリアを入れた全5楽章形式になる筈だった。初演は1973年7月19日、ピーターバラにて第5回パーキンス工業主催の5回目の演奏会において、作曲者指揮ロンドン交響楽団の演奏により行われた。

## 楽器編成
ピッコロ(1または2)、フルート3、オーボエ3、イングリッシュホルン3、クラリネット3、クラリネット(Es管)、バスクラリネット、ファゴット3、コントラファゴット3、ホルン5、トランペット3、トロンボーン4、チューバ、ティンパニ、ヴィブラフォン、マリンバフォン、フルスタ、クラベス、グイロ、ラットル、ヴィブラスラップ、拍子木、ウッドブロック5、びんざさら5、トライアングル2、クロタル5、シンバル4、カウベル4、タムタム2、銅鑼、レール、グロッケンシュピール、ベル、ボンゴ2、コンガ2、トムトム6、大太鼓、チェレスタ、ハープ、ハーモニウム、ピアノ、ヴァイオリン24、ヴィオラ8、チェロ8、コントラバス8

## 演奏時間
約29分。

## 楽曲構成
Arche I、Dynamis I、Dynamis II、Arche IIという名称がつけられたアーチ型の4楽章構成であり、それぞれの楽章は連続して演奏される。
第1楽章 Arche I　
冒頭のフルスタで呈示されるパルスと、チェロとコントラバスによるハ音のオスティナートは、全楽章を通して使用される重要な素材である。ピッツィカートによるクラスターの後、管楽器が顔を出す。全楽器が揃うと弦楽器は影を潜め、管主体の部分に移行し、やがて総休止となる。その後弦のみのクラスターに入り、 Arche Iは幕を閉じるものの、ホルンのイ音だけはDynamis Iにそのまま流れ込む。
第2楽章 Dynamis I
前楽章を発展させた4つの部で構成されている。第1部は第1楽章から橋渡しされたホルンに、微分音の動機がヴァイオリンに現れる。これはやがて弦全体に膨らんでいき、管楽器により反復される。第2部と第3部は全楽器のクラスターからなり、第2部においてはトリルやトレモロのクラスターが使われている。第4部は第1部の動機を発展させたもので、コーダには第1楽章で使われたオスティナートが変イ音になって登場する。
第3楽章 Dynamis II
前楽章と同じく4つの部分よりなり、奇数の部と偶数の部は対になっている。第1部は金管の動機の後、第1楽章のオスティナートを発展させた弦楽器の和音が呈示された後、弦により微分音のトリルが奏される。これらは交互に現れて全楽器に移行する。第2部は金管のクラスターと木管の動機が交互に奏され、間もなく弦と打楽器の和音が入る。弦のピッツィカートに始まる第3部は第1部を発展させたもので、これはティンパニに橋渡しされると同時に、第1楽章のフルスタのパルスが再現される。第4部は第2部の再現部に当たり、コーダに登場するホルンの旋律は、この楽章と第4楽章を繋いでいる。
第4楽章 Arche II
ArcheIを拡大、発展させた弦楽器主体の楽章で、ハ音と変イ音のオスティナートはこの楽章の大部分に出現し、これに管楽器が度々度々顔をのぞかせる。中間部の微分音の動機はは第2楽章の引用であり、この旋律はグリッサンドのクラスターに発展する。コーダではハ音のオスティナートが現れる内に全曲が締め括られる。